# Jedrt Lapuh Maležič
Jedrt Maležič, früher: Lapuh Maležič (* 1979) ist eine slowenische Schriftstellerin und Übersetzerin.

## Leben und Werk
Maležič studierte Übersetzen (Englisch und Französisch) an der Philosophischen Fakultät der Universität Ljubljana und ist seither als freiberufliche Übersetzerin und Kulturschaffende tätig. Sie übersetzt hauptsächlich Belletristik und Sachbücher, darunter Autoren wie Khaled Hosseini, Nelson Mandela, Martin Luther King Jr. und John Boyne. 
Maležič schreibt Kurzprosa und Romane. Mehrmals besuchte sie verschiedene Literaturworkshops, unter anderem unter der Leitung von Andrej Blatnik und Suzana Tratnik. 2014 ging sie mit dem Text Škarpina v plitvini als Gewinnerin des Prosa-Mehrkampfs im Rahmen des 11. Literaturfestivals Fabula hervor. Zwei Jahre später erschien ihr erster Kurzgeschichtenband Bojne barve, der sogleich für den Novo Mesto-Preis nominiert wurde. Eine weitere Nominierung, für das beste literarische Debüt, erhielt sie für den ebenfalls 2016 erschienenen Kurzgeschichtenband Težkomentalci. 2018 erschien mit Vija vaja ven ihr erster Roman.
Ihr schriftstellerischer Stil wird von ihrer Arbeit als Übersetzerin geprägt. Zu den Merkmalen ihres Schreibens zählen das gekonnte Wechseln zwischen unterschiedlichen Registern, das präzise Einsetzen von Fremdwörtern, Referenzen auf Literaturklassiker sowie Fachwissen, Humor und Ironie. In ihren Werken behandelt sie unterschiedliche gesellschaftliche Themen, die von einem Aufenthalt in einer psychiatrischen Klinik (Težkomentalci) über LGBTQI (Bojne barve, Križci krožci) bis zur Flucht und Identitätssuche dreier Triester Sloweninnen im Generationenroman Napol morilke reichen. 
Maležič lebt in Ljubljana. Sie ist Mitglied des Verbands slowenischer Literaturübersetzer und des Slowenischen Schriftstellerverbands.

## Publikationen

### Prosa
- Bojne barve (Ljubljana, 2016)
- Težkomentalci (Ljubljana, 2016)
- Vija vaja ven (Maribor, 2018)
- Napol morilke (Novo mesto, 2021)
- Križci, krožci (Novo mesto, 2022)

### Übersetzungen (Auswahl)
- Martin Luther King Jr.: Avtobiografija. (Ljubljana, 2008)
- Nelson Mandela: Dolga pot do svobode. Avtobiografija Nelsona Mandele. (Ljubljana, 2010)
- Khaled Hosseini: In v gorah odzvanja. (Ljubljana, 2013)
- Julie Otsuka: Buda na podstrešju. (Ljubljana, 2014)
- Jacqueline Raoul-Duval: Kafka, večni zaročenec. (Ljubljana, 2014)
- Jeet Thayil: Narkopolis. (Ljubljana, 2017)
- John Boyne: Obmiruj, nato odidi. (Dob pri Domžalah, 2017)